# 维尼察市镇

所在位置

维尼察市镇，北马其顿的一个市镇，行政中心为維尼察。该市镇西临兹尔诺夫齐市镇，北邻科查尼市鎮、馬其頓卡梅尼察市鎮，东邻代尔切沃市镇，南邻拉多維什市鎮、贝罗沃市镇。总面积432.67 km2 (167.1 sq mi)。总人口19,938（2018）。